# Wales' fodboldlandshold
Wales' fodboldlandshold (walisisk: Tîm pêl-droed cenedlaethol Cymru) er det nationale fodboldhold i Wales, og landsholdet bliver administreret af Football Association of Wales. Holdet har deltaget én gang ved VM (1958) og EM. Hjemmebanen er for det meste Millennium Stadium i Cardiff.

## Historie
På trods af Wales' status som en del af Storbritannien har landet altid haft sit andet landshold, og spillede sin første landskamp den 26. marts 1876 hvor man mødte Skotland. Det gør holdet til det tredje-ældste landshold i verden. Som det var tilfældet med alle de tre øvrige britiske hold, deltog landet ikke ved de første tre udgaver af VM, på grund af en lønkonflikt med det internationale fodboldforbund FIFA.
Wales' hidtil eneste slutrundedeltagelse kom ved VM i 1958 i Sverige, hvortil man havde kvalificeret sig via to sejre over Israel. De deltog med den "gyldne generation" med blandt andre Ivor Allchurch, Alf Sherwood, Jack Kelsey og John Charles. Ved slutrunden kom waliserne i pulje med Ungern, Mexico og Sverige, og efter at have spillet uafgjort i alle tre kampe, besejrede holdet Ungarn i en playoff-kamp om en plads i kvartfinalerne. Her måtte man dog se sig besejret af de senere verdensmestre fra Brasilien, der vandt 1-0 på en scoring af den 17-årige Pelé.
Siden slutrunden i 1958 er det ikke lykkedes Wales at kvalificere sig til en slutrunde, på trods af, at man flere gange har været meget tæt ved. Ved kvalifikationen til VM i 1982 skulle man i den sidste kamp på hjemmebane blot besejre Island, men efter et uafgjort 2-2 resultat måtte waliserne se VM-billetten gå til Sovjetunionen i stedet. Også ved kvalifikation til VM i 1994 kunne holdet være kommet med til slutrunden med en sejr i den sidste hjemmekamp, men denne gang måtte man bøje sig for Rumænien.
Wales var senest meget tæt på at kvalificere sig til EM i 2004 i Portugal, hvilket ville have været landets første EM-deltagelse nogensinde. Holdet nåede de afsluttende playoff-kampe af kvalifikationen, hvor man dog måtte bøje sig efter to tætte kampe mod Rusland.
Den 27. november 2011 blev landsholdet ramt af en tragedie, da landstræneren Gary Speed begik selvmord i sit hjem.

### Kvalifikation til VM i fodbold 2018
| Pos | Hold     | K  | V | U | T | M+ | M- | MF  | P  | Kvalifikation                         |
| --- | -------- | -- | - | - | - | -- | -- | --- | -- | ------------------------------------- |
| 1   | Serbien  | 10 | 6 | 3 | 1 | 20 | 10 | +10 | 21 | Kvalifikation til FIFA World Cup 2018 |
| 2   | Irland   | 10 | 5 | 4 | 1 | 12 | 6  | +6  | 19 | Gik videre til playoff                |
| 3   | Wales    | 10 | 4 | 5 | 1 | 13 | 6  | +7  | 17 |                                       |
| 4   | Østrig   | 10 | 4 | 3 | 3 | 14 | 12 | +2  | 15 |                                       |
| 5   | Georgien | 10 | 0 | 5 | 5 | 8  | 14 | −6  | 5  |                                       |
| 6   | Moldova  | 10 | 0 | 2 | 8 | 4  | 23 | −19 | 2  |                                       |

     Holdet er kvalificeret
     Holdet har sikret sig i hvert fald at komme til play-off
     Holdet har i hvert fald sikret sig en andenplads
     Holdet kan ikke kvalificere sig direkte
     Holdet har ingen chance for at kvalificere sig

## Truppen
Truppen der spillede mod Irlands fodboldlandshold til VM kvalifikationen 2018 den 24. marts 2017. On 20 March 2017, Harry Wilson replaced Tom Lawrence due to injury. 

Kampe og mål er opdateret pr. 24. marts 2017, efter kampen mod Irland.